# Krankenhaus Maria Hilf (Mönchengladbach)

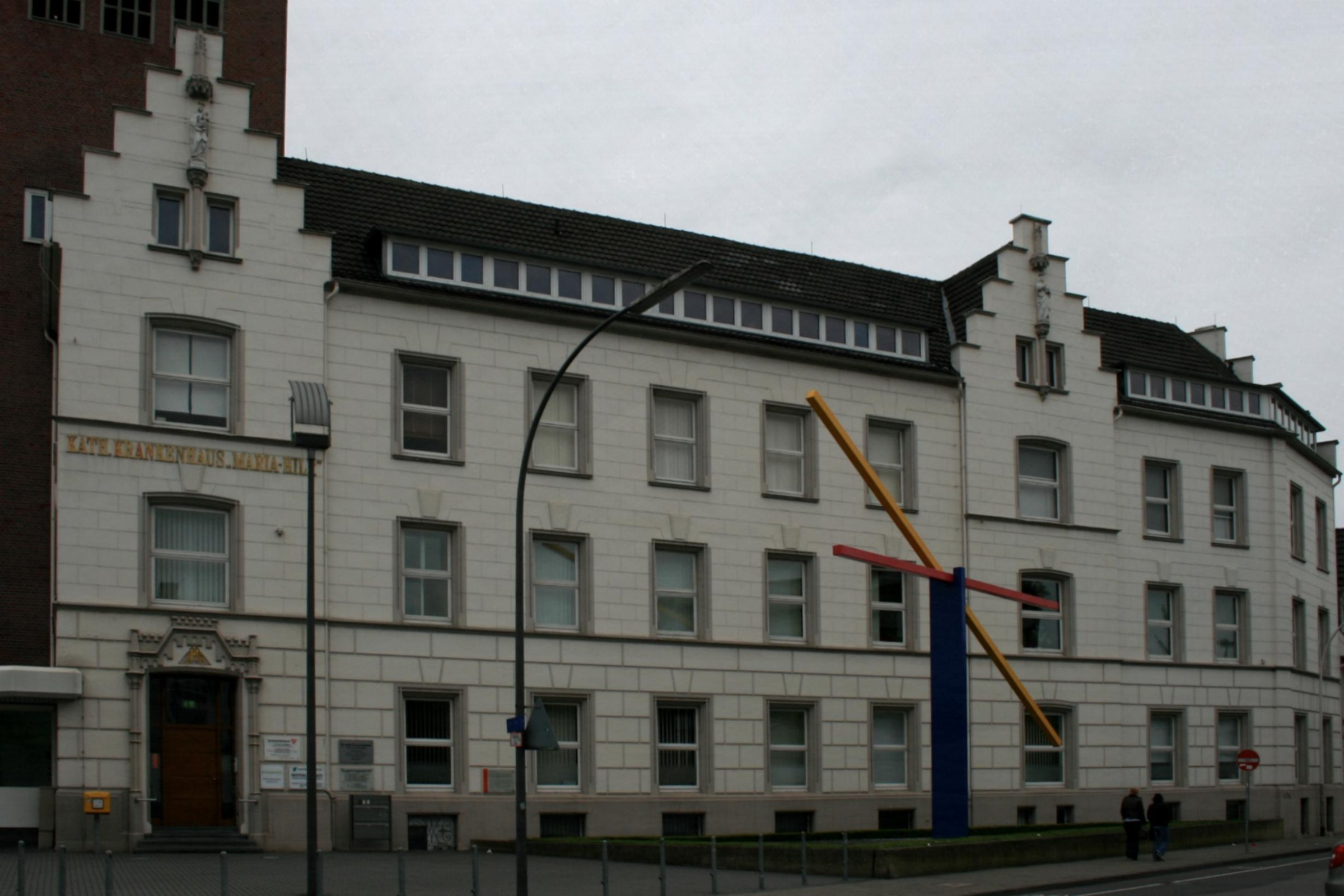
Ehemaliges Krankenhaus „Maria Hilf“ (2010)

Das ehemalige Krankenhaus Maria Hilf steht in Mönchengladbach (Nordrhein-Westfalen), Sandradstraße 43–47. Die hier bis Mitte 2018 beheimateten Fachkliniken wurden im Rahmen der Standortzusammenlegung zu Ende des 5. Bauabschnittes im Krankenhaus St. Franziskus in die dort neuen Gebäude an der Viersener Str. 450 verlegt, siehe Kliniken Maria Hilf.
Das Gebäude wurde 1852/54 und 1950/51 erbaut und bis Mitte 2018 als Krankenhaus genutzt. Es wurde unter Nr, S. 012 am 17. Juli 1997 in die Denkmalliste der Stadt Mönchengladbach eingetragen.

## Lage
Das ehemalige Krankenhaus ‚Maria Hilf‘ liegt nördlich des mittelalterlichen Stadtkerns an der Sandradstraße.

## Architektur
Das ehemalige Krankenhaus besteht aus Gebäuden mehrerer Bauphasen und stellt einen seit der Mitte des 19. Jh. gewachsenen Gebäudekomplex dar. Es geht auf ein 1852 bis 1854 an der ehemaligen Klosterstraße erbautes Waisenhaus zurück, das von Franziskanerinnen aus Heythuysen geführt wurde.

### Haus 1
Dreigeschossiger Putzbau zu elf Achsen mit zwei Risaliten unter Treppengiebel und Satteldach. Über einem abgesetzten Sockel mit hochrechteckigen Kellerbelichtungen erhebt sich die dreigeschossige Fassade mit putzgerahmten, hochrechteckigen Fenstern.
Das Erdgeschoss weist einen Quaderputz mit stark ausgeformten Quaderfugen aus, die von einem durchlaufenden, um die Risalite verkröpften Gurtgesims gegen die Obergeschosse abgesetzt sind. Darüber hinaus zeigen die Obergeschosse ein filigran ausgearbeitetes Fugenmuster. Der ehemalige Haupteingang liegt im südlichen Risalit. Er wird von einer – eine neogotische Steinmetzarbeit imitierenden – Rahmung aus polygonalen Säulchen mit abschließenden Bogenfriesen und Zinnenkranz überfasst.
Unter dem Gurtgesims des zweiten Obergeschosses ist die Krankenanstalt bezeichnet: KATH. KRANKENHAUS „MARIA HILF“. In der Mitte des 20. Jh. wurde auf die straßenseitige Satteldachfläche eine Schleppgaube in Form eines durchlaufenden Fensterbandes zur Belichtung des Dachgeschosses aufgesetzt.

### Haus 2 (Teil des Südtraktes mit Erschließungstrakt und Krankenhauskapelle)
Viereinhalbgeschossiger Backsteinbau, gestalterisch deutlich getrennt in die östliche Krankenhauskapelle mit dominantem Turm und ein westlich anschließendes, fünfachsiges Gebäude mit ebenerdiger Zugangszone und Foyer, das der Erschließung der auf unterschiedlichen Niveaus liegenden Geschosse des Südtraktes dient. Die Krankenhauskapelle mit integriertem Verwaltungstrakt im Erdgeschoss, ausgewiesen an der Südseite durch 15 Hochrechteckfenster, besitzt im Langschiff der Kapelle sechs einbahnige, schmale Fenster mit scheitrechtem Sturz, im Chorbereich belichten zwei wandhohe Fenster den Kirchenraum.
Der Glockenturm steht auf quadratischem Grundriss mit je drei Belichtungsöffnungen in vier Ebenen und ebenerdigem Zugang an der Südseite des Turmschaftes sowie durch ein engmaschiges Betonwerksteinraster aufgelöste Schallluken im Glockengeschoss auf der Nord-, Ost- und Südseite unter flach geneigtem Satteldach.

### Haus 3 (ehemalige Ärztehäuser)
Zwei jeweils zweigeschossige, dreiachsige Wohnhäuser unter Satteldach mit insgesamt drei vermutlich nachträglich aufgesetzten und verschieferten Zwerchhäusern. Die Putzfassaden unterscheiden sich in Details, folgen aber dem gleichen Gestaltungsschema mit flach abgesetztem Spritzsockel und liegenden Kellerbelichtungen, putzgerahmten hochrechteckigen Fenstern in Quaderputz (südliches Haus) bzw. Bänderputz (nördliches Haus).
Ein Hauszugang lediglich im südlichen Haus, der anzunehmende ursprüngliche Hauszugang im nördlichen Gebäude wurde nachträglich geschlossen. Über einem Gurtgesims das glatt verputzte Obergeschoss, entweder mit hochrechteckigen, putzgerahmten Fenstern über Sohlbankgesims oder – durch kannelierte Pilaster – breit putzgerahmten Fenstern mit abgesetzten Brüstungen, in beiden Fällen überfangen von konsolengestützten, architravierten Fensterstürzen. Die verschieferten Zwerchhäuser besitzen je drei gekoppelte, schmale und hochrechteckige Fenster mit darüber liegendem stehendem Oculus und breitem Dachgesims.
Das Krankenhaus Maria Hilf ist aus sozialgeschichtlichen, architekturhistorischen, städtebaulichen und ortsgeschichtlichen Gründen als Baudenkmal schützenswert. Dies bezieht sich auf folgende Gebäude:
- Haus 1 – ehemalige Männerabteilung, heute Verwaltung
- Haus 2 – Krankenhauskapelle mit Vorraum
- Haus 3 – ehemaliges Ärztehaus

## Bekannte Krankenhausangehörige
Edgar Theisen (1890–1968), früherer General der Artillerie, war von 1952 bis 1964 Klinikpfarrer im Krankenhaus Maria Hilf. Er wurde Prälat und es erfolgte die Ernennung zum Monsignore.